# Модла (Лодзинське воєводство)
Модла (пол. Modła) — село в Польщі, у гміні Слупія Скерневицького повіту Лодзинського воєводства.
Населення — 156 осіб (2011).
У 1975-1998 роках село належало до Скерневицького воєводства.

## Демографія
Демографічна структура станом на 31 березня 2011 року:
|          | Загалом | Допрацездатний вік | Працездатний вік | Постпрацездатний вік |
| -------- | ------- | ------------------ | ---------------- | -------------------- |
| Чоловіки | 79      | 19                 | 49               | 11                   |
| Жінки    | 77      | 17                 | 39               | 21                   |
| Разом    | 156     | 36                 | 88               | 32                   |